# Лето преступление
«Лето преступление» — альбом ремиксов российской музыкальной группы «Чи-Ли», выпущенный в 2007 году на лейблах Velvet Music и «Монолит Рекордс» как сиквел к предыдущему альбому «Преступление».
В альбом были включены ремиксы на известные песни коллектива, а также новая песня «Сердце», которая вошла в первую двадцатку сводного чарта TopHit.

## Отзывы критиков
| Оценки критиков | Оценки критиков |
| Источник        | Оценка          |
| --------------- | --------------- |
| InterMedia      | [ 2 ]           |

Обозреватель InterMedia Алексей Мажаев оценил альбом на две звезды из пяти, отметив, что вместо самодостаточных песен, которые и спустя год слушаются с удовольствием, поклонники «Чи-Ли» и качественной русской поп-музыки получают генно-модифицированный продукт, отягощенный множеством излишеств. Он также заявил, что большинство треков в ремикшированном виде стали не столько ритмизированными, сколько искусственными, а сам альбом чересчур затянут. Говоря же о единственной новой песне, «Сердце», он отметил, что она сногсшибательного впечатления также не производит.

## Список композиций
Слова и музыка всех песен Сергея Карпова, за исключением отмеченных.
1. «Сердце» — 4:04
2. «Лето» — 3:57
3. «Радиоволна» — 3:28 — Fresh&Magestic Remix
4. «Новый год в постели» — 3:31 — New Version
5. «Преступление» — 3:59 — Beat Stream Remix
6. «Созвездие кошки» — 4:10 — Fresh&Magestic Remix
7. «Лето» — 6:27 — DJ Jeff Remix
8. «Странная любовь» — 3:47
9. «Туда же и ты» — 4:55 — Лебедев ТВ. Remix
10. «Сердце» — 6:24 — DJ Jeff Remix
11. «Маки» — 3:10 — Video Clip Version
12. «Омут» (Ирина Забияка) — 5:04 — La Track Remix
13. «Преступление» — 3:22
14. «Туда же и ты» — 2:55 — La Track Remix

## Видеоклипы
- 2007 — «Сердце» (реж. Георгий Тоидзе)[3]